# ماورو أورتيز
ماورو أورتيز (بالإسبانية: Mauro Ortiz)‏ هو لاعب كرة قدم أرجنتيني، (ولد في لابلاتا في الأرجنتين 1994  م). لعب مع تاليريس كوردوبا.

## وصلات خارجية
- ماورو أورتيز على موقع قاعدة بيانات كرة القدم.إي يو (الإنجليزية)
- ماورو أورتيز على موقع Soccerway.com (الإنجليزية)